# Abbazia dell'Accola
L'abbazia di Santa Maria Assunta della Corte dell'Accola è un luogo di culto cattolico situato nel comune di Borghetto di Vara, in provincia della Spezia.

## Storia e descrizione

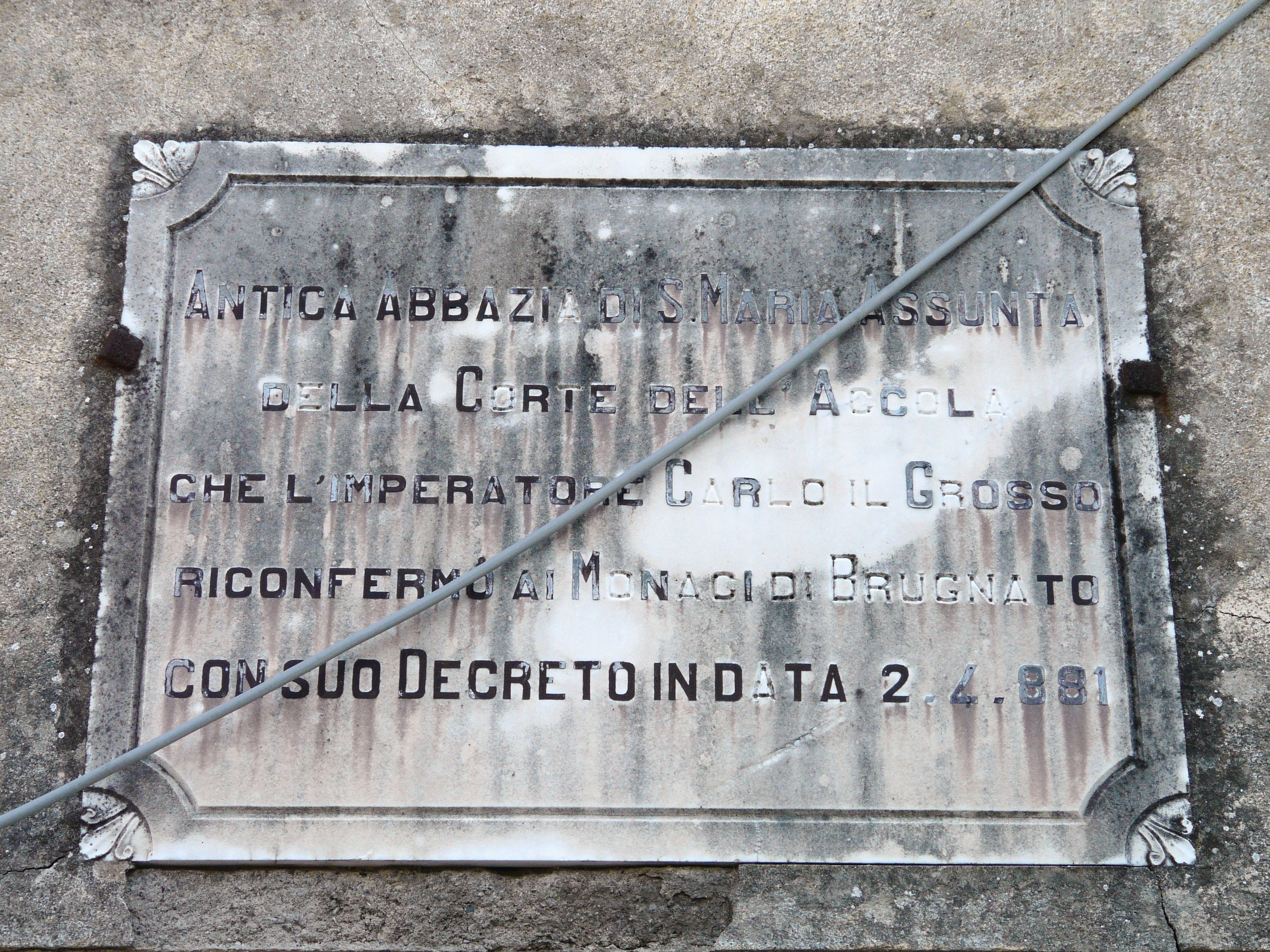
Lapide sulla facciata

Il tempio esisteva già nell'anno 881 quando fu citato in un decreto dell'imperatore Carlo il Grosso, e probabilmente fu fondato in epoca longobarda.
L'attuale struttura fu fatta ricostruire a cura dei massari di Brugnato Paolo Gagioli e Antonio Giacobini nel 1482, conservando però le antiche tracce della preesistente struttura, come si legge in un'iscrizione del seguente tenore:
(Descrizione della lapide murata presso l'altare maggiore)
Oggi il sito sorge all'interno dei confini dell'area cimiteriale di Borghetto di Vara, lungo la strada di collegamento provinciale con Brugnato.
Nel 1943 fu rifugio di soldati durante la seconda guerra mondiale che qui si accamparono dopo il bombardamento alla Spezia.
L'edificio, oggi ridotto in condizioni di degrado con la perdita pressoché totale delle opere d'arte conservate, pur trovandosi a Borghetto di Vara che era nella diocesi di Luni-Sarzana, non è mai appartenuta alla parrocchia locale: era infatti di proprietà dell'abbazia dei monaci di San Colombano della vicina Brugnato e, in seguito, al Capitolo Concattedrale di Brugnato.
Nel corso del XVII secolo ospitò provvisoriamente i padri francescani; questi ultimi lasciarono la struttura dell'Accola nel 1635 al completamento del nuovo convento presso Brugnato.
Conserva al suo interno, oltre ad un altare del 1482, due cicli di affreschi raffiguranti la Madonna col Bambino e i santi Giovanni Battista, Antonio abate e Sebastiano e la Madonna Addolorata e i santi Caterina, Rocco e Lucia databili alla fine del XVII secolo e l'inizio del XVIII secolo. Sopra l'arco del portale, in stile romanico, è posta la croce dei vescovi di Brugnato.

## Gli abati dell'abbazia

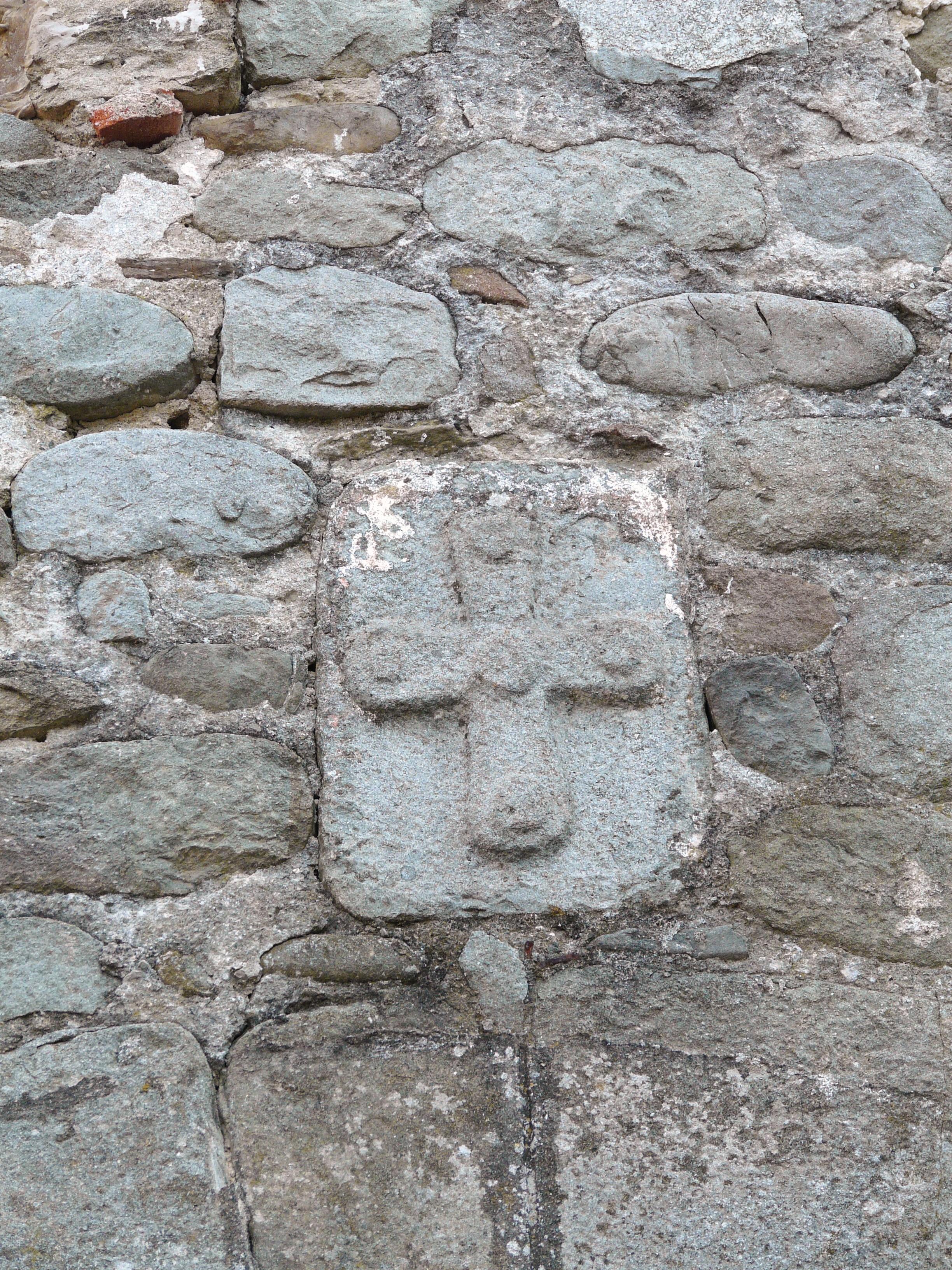
La croce dei vescovi di Brugnato presente in facciata

La fondazione di un beneficio abbaziale avvenne ad opera del patrizio genovese Agostino Pinello, sotto il titolo della Natività di Maria che, a tale scopo, lasciò dieci pezzi di terreno in Corvara e tre crediti, con l'onere per l'abate di celebrare una messa in tutti i giorni festivi della Madonna e di dare ogni anno una libbra di cera al canonico-curato della cattedrale e due libre al vescovo di Brugnato, con l'obbligo per il patrono e i suoi eredi di mantenere la chiesa.
La bolla di erezione fu emanata dal vescovo Giovanni Battista Paggi nel giugno del 1660.
Il 28 novembre 1697 Francesco Pinello, figlio del fondatore del beneficio, rinunciò al patronato abbaziale:
La serie degli abati:
- Francesco Maria Pinello 1660-1666, (Giovanni Maria Compiano economo);
- Giuseppe Maria Boni 1669-1671;
- Marc'Antonio Federici 1671-?;
- Giovanni Massola 1674-?;
- Giuseppe Antonio Imperiale 1699-1748. L'abate, nonché canonico-curato del canonicato di San Pasquale Baylon della cattedrale di Brugnato, rimase ucciso l'11 giugno 1748[2] da un'incursione delle truppe del generale Clerici, comandante un distaccamento di soldati dipartitisi dal feudo imperiale di Suvero che venivano ad occupare Brugnato e Borghetto di Vara, luoghi senza difesa, ma da cui furono cacciati dalla sollevazione popolare, per cui dovettero fuggire con numerose perdite;
- Giovanni Gerolamo Di Negro 1754-1762;
- Antonio Maria Di Negro 1762-1773;
- Francesco Maria Gentile, Vescovo di Brugnato 1773-1791;
- Angelo Cattaneo 1792-1808; (Bernardo Sturlese economo dal 1809 e Ignazio Di Negro economo dal 1816);
- Domenico Zolesi 1839-1881;
- Eugenio Bertucci 1882-1903;
- Clemente Colombo 1906-1919.

L'esame dell'elenco sopra descritto dei nomi della prosapia abbaziale, intuitivamente, fa ritenere che codesta abbazia di Santa Maria Assunta della Corte dell'Accola, in antico, fosse tenuta in grande importanza presso il governo Ecclesiale e la Repubblica di Genova. Probabilmente, questo sentimento, era dovuto al fatto che l'abbazia traeva il prestigio delle sue origini nell'alto medioevo, nel regno longobardo e, nel prosieguo, dell'impero franco; quale fiore all'occhiello di cui andare fieri delle radici e che, ancora più profondamente, affondano nel passato remoto nella grande storia della Dominante e della Chiesa dell'epoca.
Tutto ciò, almeno, sino alla convenzione di Mombello del 13 giugno 1797 che sanciva la fine della Repubblica oligarghica e aristocratica di Genova e l'instaurazione del governo provvisorio della Repubblica giacobina o democratica Ligure. Approvata infine con i comizi popolari del 2 dicembre 1797 con la Costituzione del Popolo Ligure e annessione della Liguria il 29 maggio 1805 al Primo Impero francese, la cui fine fu sancita il 26 dicembre 1814.